# Víceuživatelský operační systém
Víceuživatelský systém je takový operační systém, který má schopnost připravit pracovní prostředí pro více uživatelů, ale zároveň tyto uživatele dokáže udržet v bezpečí před vlivy ostatních uživatelů, tzn. že je dokáže vzájemně oddělit a kontrolovat.

## Historie
Myšlenka nechat s jedním počítačem pracovat najednou více uživatelů pochází již z raných časů sálových počítačů, kde se muselo mnoho uživatelů podělit pouze o malé množství prostředků. Počítače byly dříve především na univerzitách, v menším množství pak ve větších fabrikách. K jejich obsluze sloužily terminály, které sestávaly z klávesnice a monitoru a byly propojené s hlavním počítačem.
Kvůli vysokým pořizovacím nákladům byla snaha nevyužité „výpočetní časy“ pronajmout jiným zájemcům, například podnikatelům, kteří mohli počítače užít pro kontrolu jejich účetních výpočtů nebo je mohli využít ke zrychlení vývoje nových výrobků. Takto se mohlo přihodit, že data od konkurentů se zpracovávala na jednom počítači, proto bylo nutné nějak soubory různých uživatelů oddělit.
Přípravu datových nosičů a nastartování tohoto „oboru“ dostal na starost obslužný personál, aby administrátoři mohli vykonávat vlastní práci. Kvůli snaze o vyloučení chyb dostal tento personál pouze omezená práva.
Postupně přišly první mikropočítače, ale jen minimum jich bylo vybaveno polovodičovými paměťmi, kvůli jejich vysoké cenně. Na klasických záznamových médiích také tenkrát nebylo místa nazbyt, tudíž byli první operační systémy pro mikropočítače značně redukované. Tehdy rozšířený DOS tedy nebyl ani zdaleka víceuživatelský, stejně jako na něm vystavěné Windows 3.x a 9x (přestože v jejich době už důvod k redukci pominul). Víceuživatelské systémy zažily svou renesanci až s nástupem Windows NT/2000/XP a s objevením verzí UNIXu a UN*Xových OS pro mikropočítače - a to jak nových druhů (Linux, BSD), tak přeportováním UNIXů ze sálových počítačů (Solaris).

## Správa práv
Schopnost operačního systému spravovat více uživatelů je dosaženo pomocí souboru různých opatření. Pod tím si člověk může představit např. správu privátních přístupových práv a osobních předvoleb pro každého uživatele. Od každého víceuživatelského systému se takové očekává přehled všech přístupů, který je dělen dle času a uživatelů.

## Multitasking
Oproti Multitaskingu nepředstavuje pojem „víceuživatelský“ vždy souběžnou práci několika uživatelů. Dnešní víceuživatelské systémy jsou multitaskingu schopny, ale dříve byly avšak také počítače, kde mohli uživatelé pracovat pouze v určitých „pracovních oknech“ , která následovala vždy po sobě, neběžela současně.
Termínem multitasking (z angličtiny, multi = mnoho, task = úloha) se v informatice označuje schopnost počítače, resp. operačního systému provádět (přinejmenším zdánlivě) několik úloh současně. Dnešní operační systémy jsou typicky víceúlohové – sem patří např. Microsoft Windows či Linux. Naopak MS-DOS je příkladem jednoúlohového systému, na kterém vždy běží pouze jediný program a teprve po jeho ukončení je možno spustit jiný.
Multitasking může být realizován mnoha způsoby. Základní dělení je na skutečný multitasking, kdy je hardware počítače opravdu schopen v každém okamžiku zpracovávat více úloh současně, a na zdánlivý multitasking, kdy se dojmu současného běhu více programů dosahuje tím, že se tyto programy velice rychle v běhu střídají, ale v každý jednotlivý okamžik běží pouze jediná úloha. Opravdu 100% skutečný multitasking se v praxi příliš neobjevuje, běžné operační systémy podporují druhou zmiňovanou techniku, ale pokud je počítač vybaven více procesory, jsou úlohy mezi tyto procesory rozděleny tak, aby alespoň některé úlohy mohly běžet současně.
Podle způsobu přidělování a odebírání časových kvant se rozlišují dva základní způsoby zdánlivého multitaskingu: kooperativní multitasking a preemptivní multitasking.

## Oddělení superuživatele
Důležitým prvkem víceuživatelských systémů je oddělení běžných uživatelských účtů od účtů superuživatelských (zvaných také administrátor nebo v UNIXu tradičně root). I člověk, který má k dispozici superuživatelský účet, by měl pro normální práci používat běžný uživatelský: tím snižuje nejen riziko neúmyslného poškození systému svou akcí nebo chybou nějakého programu, ale i nebezpečnost virů a trojských koňů.

## Využití víceuživatelských systémů v síti
Víceuživatelské systémy umožňují zpravidla přihlášení uživatelů přes síť nebo přes internet. Takto se mohou uživatelé z celého světa spojit přes jeden počítač a současně na něm pracovat. Dřív se tak činilo hlavně z finančních důvodů, dnes s výjimkou skutečně velkých počítačů jde spíše o důvody bezpečnostní.

## Víceuživatelské operační systémy
Multitasking používají operační systémy:
- MFT od IBM – od roku 1967, viz článek správa paměti
- Unix – vznik v roce 1969
- Apple MacOS – od roku 1992
- Microsoft Windows – Windows NT 4.0 Terminal Server od roku 1998